# Аномалія (психологія)
Анома́лія (від грец. ἀνωμαλία — нерівність, відхилення) — відхилення від загальної закономірності, ненормальність, неправильність у розвитку, структурі або функціях.

## Аномалії у розвитку дитини
Питання аномального розвитку дитини вивчає дефектологія. У цій галузі використовують поняття «аномальні діти» — діти, які мають суттєві фізичні або психічні відхилення від норми й потребують спеціальних умов навчання і виховання. Такі умови спрямовані на корекцію і компенсацію наявних вад. 
Залежно від характеру аномалії, розрізняють основні категорії дітей:
- діти з обмеженими розумовими можливостями (розумово відсталі);
- із затримкою психічного розвитку;
- з вадами слуху (глухі, зі зниженим слухом);
- з вадами зору (сліпі, зі зниженим зором);
- з важкими розладами мовлення;
- з порушенням опорно-рухового апарату;
- зі складними (комбінованими) порушеннями.[1]

## Причини виникнення
Аномалії можуть бути:
- спадковими — зумовлені генетичними факторами;
- вродженими — спричинені ендо- та екзогенними впливами під час внутрішньоутробного розвитку (інфекції, інтоксикації, імунологічний конфлікт, родові травми);
- набутими — виникають під впливом зовнішніх чинників у процесі подальшого розвитку дитини: інфекційні хвороби (грип, кір, скарлатина, паротит, менінгіт, енцефаліт, поліомієліт тощо), токсикації, травми тощо.[1]